# Setge de Cartago Nova
|  | No s'ha de confondre amb Batalla de Cartago Nova. |

El setge de Cartago Nova va ser una batalla que tingué lloc entre els cartaginesos i els romans a prop de Cartago Nova l'any 206 aC.

## Antecedents
Després de la derrota cartaginesa a la batalla d'Ilipa els turdetans es van passar en massa al bàndol romà, i Asdrúbal Giscó i Magó Barca es van veure confinats amb les seves tropes a Gadir, inaccessible a un assalt romà. Acabada la revolta de Sucro i la revolta d'Indíbil i Mandoni, Publi Corneli Escipió va enviar Gai Luci Marci Sèptim per terra i Gai Leli per mar, i tots dos van obtenir victòries a les batalles del Guadalquivir i Carteia, reduint els dominis cartaginesos a la ciutat de Gadir.

## Batalla
Magó Barca va embarcar les seves darreres forces, formades per uns pocs milers d'homes i alguns vaixells, i recorrent la costa va arribar a Cartago Nova, on va ancorar les naus i desembarcar les tropes, però els romans van rebutjar l'atac.

## Conseqüències
Magó Barca va retornar derrotat a Gadir, on els seus ciutadans li van tancar les portes i ja negociaven amb els romans. Magó va abandonar la ciutat i va anar a les Balears on va passar l'hivern a Portus Magonis, per navegar l'any següent al nord d'Itàlia per sublevar als ligurs.